# Alexander Brouwer
Alexander Brouwer, född 3 november 1989 i Leiden, är en nederländsk beachvolleybollspelare.
Brouwer blev olympisk bronsmedaljör i beachvolleyboll vid sommarspelen 2016 i Rio de Janeiro.